# 릭 데린저
리처드 딘 제링거(Richard Dean Zehringer, 1947년 8월 5일 ~ 2025년 5월 26일)는 릭 데린저(Rick Derringer)라는 예명으로 알려진 미국의 음악가, 프로듀서, 작곡가였다. 그는 1960년대 밴드인 더 매코이스와 함께 성공을 거두었다. 그들의 데뷔 싱글 "Hang On Sloopy"는 1965년 1위를 차지했으며 개러지 록 시대의 고전 곡으로 평가받는다. 더 매코이스는 "Fever"와 "Come On, Let's Go"의 커버를 포함해 7곡을 상위 100위 안에 올렸다. All American Boy를 발매한 후, 데린저는 솔로 아티스트로서 경력을 확립했다.
1973년, 데린저는 자신의 노래 "Rock and Roll, Hoochie Koo"로 더 큰 성공을 거두었다. 그는 에드거와 조니 윈터 형제와 광범위하게 협력하여 그들의 밴드에서 리드 및 리듬 기타를 연주하고, 에드거 윈터의 히트곡 "Frankenstein"과 "Free Ride"(둘 다 1973년)를 포함한 모든 골드 및 플래티넘 음반을 제작했다. 그는 스틸리 댄, 신디 로퍼, 위어드 알 얀코빅과 협력했으며, 얀코빅의 그래미상 수상곡 "Eat It"(1984)과 "Fat"(1988)을 프로듀싱했다. 그는 월드 레슬링 페더레이션의 음반인 The Wrestling Album(1985)과 그 후속작인 Piledriver: The Wrestling Album II(1987)를 프로듀싱했다. 이 음반들에는 원래 태그 팀 U.S. Express의 테마곡이었던 헐크 호건의 등장곡 "Real American"이 수록되었다. 그리고 데몰리션 태그 팀의 테마곡인 "Demolition"도 포함되었다. 데린저는 1984년 톰 행크스 영화 총각 파티의 사운드트랙에 3곡을 프로듀싱했다.

## 삶과 경력

### 초기 생애 및 1960년대
데린저는 1947년 8월 5일 셀리나 (오하이오주)에서 태어나 오하이오주 포트 리커버리에서 자랐다. 그는 존 오토 제링거와 재니스 라빈(쏜버그) 제링거의 아들이었다. 그의 아버지는 니켈 플레이트 철도의 구간장이었다. 데린저에 따르면, 부모님의 방대한 음반 컬렉션 외에 그의 첫 번째 주요 영향은 오하이오에서 인기 있는 기타리스트이자 가수였던 삼촌 짐 쏜버그였다. 데린저는 부모님 집 부엌에서 그가 기타를 연주하는 것을 듣고 즉시 악기를 배우고 싶다는 것을 알았다고 회상했다. 그는 당시 8살이었고, 부모님은 그의 9번째 생일에 첫 번째 전기 기타를 선물했다. 곧이어 그와 그의 형 랜디는 1960년대 초 비틀즈와 다른 영국 밴드들의 "브리티시 인베이전"에 영감을 받아 함께 음악을 연주하기 시작했다. 8학년을 마친 후, 가족은 인디애나주 유니온 시티로 이사했고, 거기서 데린저는 더 매코이스라는 밴드를 결성했다. 그는 밴드 이름을 릭 Z 콤보로, 그리고 릭 앤 더 레이더스로 바꾸었다가 다시 원래 이름으로 되돌렸다.
1965년 여름, 데린저가 18살이 되기 전에 매코이스는 뉴욕 기반 밴드인 The Strangeloves의 콘서트 백 밴드로 고용되었다. 뉴욕 시의 음반 프로듀서였던 스트레인지러브스는 Wes Farrell과 Bert Berns가 작곡한 "My Girl Sloopy"라는 곡을 녹음할 밴드를 찾고 있었고, 매코이스를 선택했다. 데린저는 프로듀서들에게 제목을 "Hang On Sloopy"로 변경하도록 설득했다. 스트레인지러브스는 기타와 악기 부분을 녹음했고 매코이스는 스튜디오로 불러 녹음에 보컬을 넣었고, 이 곡은 1965년에 그들의 이름으로 발매되어 빌보드 핫 100에서 1위를 차지했다. 배리 맥과이어의 "Eve of Destruction"은 1위에서 2위로 떨어졌고, 비틀즈의 "Yesterday"는 45위에서 3위로 급상승했다. "Hang On Sloopy"는 데린저의 고향인 오하이오주의 상징적인 노래가 되었으며, 특히 오하이오 주립 버카이스 미식축구 경기에서 팬들이 노래의 후렴구 동안 "O-H-I-O"를 외쳤다. 또한 프로그레시브 필드에서 열리는 클리블랜드 가디언스의 홈 경기에서도 단골로 연주되며, 오하이오 동굴의 모든 투어 마지막에 연주된다.

### 1970년대

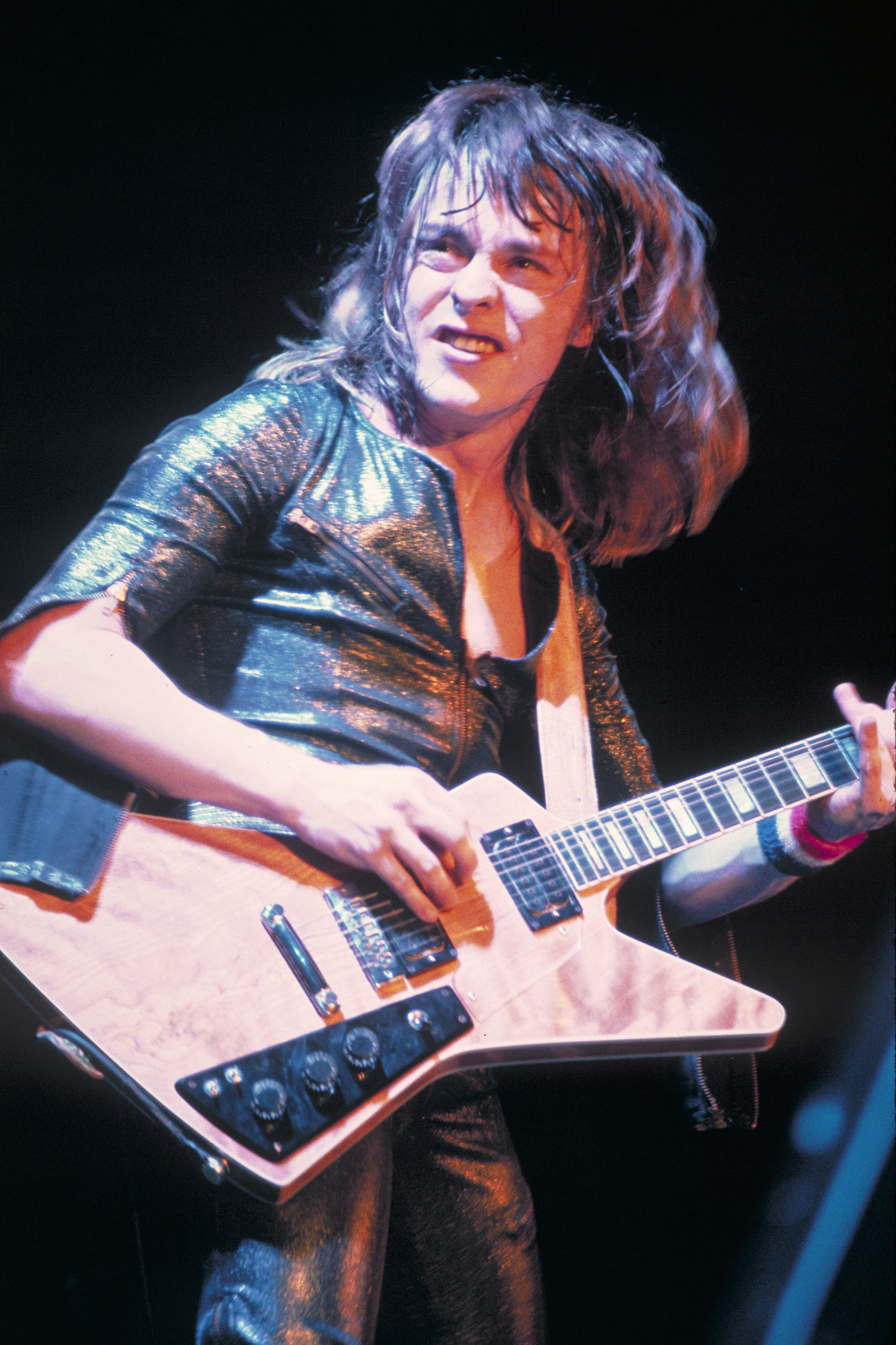
1974년의 데린저

데린저와 더 매코이스는 조니 윈터와 "Johnny Winter And"라는 그룹에 합류했는데, "And"는 더 매코이스를 의미했다. 데린저는 나중에 Edgar Winter's White Trash와 Edgar Winter Group의 일원이 되었다. 매코이스가 해체된 후, 데린저는 스틸리 댄, 앨리스 쿠퍼, 벳 미들러, 바브라 스트라이샌드 등의 앨범에서 기타를 연주했다.
1973년, 데린저는 그의 첫 솔로 앨범인 All American Boy를 발매했으며, 여기에는 히트곡 "Rock and Roll, Hoochie Koo"가 수록되었다. 이 곡은 이미 Johnny Winter And(1970)와 Roadwork(1972) 앨범에 실려 있었다. 데린저 버전은 빌보드 핫 100 차트에서 상위 25위에 진입하며 그의 최고 순위 싱글이 되었지만, 싱글의 성공에도 불구하고 앨범 All American Boy는 상업적으로 성공하지 못했다. 한 평론가는 이 앨범을 "매우 훌륭하지만 안타깝게도 무시된 앨범"이라고 불렀다.
데린저의 이후 솔로 앨범들과 그의 밴드 데린저와 함께한 앨범들에는 신시아 와일과 Rolling Thunder Revue 작가 래리 슬로먼이 공동 작곡한 1977년의 스윗 이블이 포함되었다. 그는 1979년에 평단의 찬사를 받은 앨범 Guitars and Women을 발매했으며, 이 앨범은 1998년 Razor & Tie에서 라이너 노트와 함께 재발매되었다. 그는 스틸리 댄의 두 곡, Countdown to Ecstasy(1973)의 "Show Biz Kids"와 Katy Lied(1975)의 "Chain Lightning"에서 기타를 연주했으며, 1972년에 도널드 페이건이 음반 계약을 따내는 데 도움을 주었다고 인정받았다. 데린저는 이웃이었던 토드 룬드그렌과 협력하여 룬드그렌의 솔로 앨범 4장에 참여했다. 그는 앤디 워홀의 서클에서 단골이었으며 워홀의 스튜디오인 팩토리를 자주 방문했다.

### 1980년대와 1990년대
데린저는 Gaucho(1980)의 "My Rival"에서 기타를 연주했으며, 페이건의 첫 솔로 앨범인 The Nightfly(1982)에도 기여했다. 1983년, 그는 짐 스타인먼이 작곡하고 프로듀싱한 두 개의 히트 파워 발라드, 에어 서플라이의 "Making Love Out of Nothing at All"과 보니 타일러의 "Total Eclipse of the Heart"에서 기타를 연주했다. 데린저는 "Making Love Out of Nothing at All"의 기타 솔로가 그가 녹음한 모든 솔로 중 가장 좋아하는 솔로라고 말했다. 같은 해, 그는 미트 로프의 좋지 않은 평을 받은 앨범 Midnight at the Lost and Found에서 기타 파트를 녹음했다. "Making Love Out of Nothing at All"과 "Total Eclipse of the Heart"는 원래 스타인먼이 그 앨범을 위해 미트 로프에게 제안했지만, 미트 로프의 음반사는 작곡에 대해 스타인먼에게 돈을 지불하기를 거부했다.
1983년, 데린저는 그의 솔로 앨범 Good Dirty Fun을 위해 "Shake Me"를 작곡했으며, Lorna Luft의 남편인 제이크 후커가 제작한 비디오도 함께 발매되었다. 가수 Lourett Russell Grant가 데린저와 함께 비디오에 출연했다. 1984년, 데린저는 바브라 스트라이샌드의 스타인먼의 "Left in the Dark" 커버에서 기타를 연주했으며, 이 곡은 그녀의 앨범 Emotion의 리드 싱글로 발매되었다. 1985년, 데린저와 신디 로퍼의 우정은 그와 스타인먼이 다시 협력하게 만들었으며, 데린저는 월드 레슬링 페더레이션을 위한 The Wrestling Album(1985)을 프로듀싱했으며, 이 앨범은 주로 레슬러들의 테마곡으로 구성되었다. 그는 이 앨범을 위해 여러 곡을 작곡했으며, 그 중 "Real American"도 포함되어 있다. 이 곡은 Bernard Kenny와 공동 작곡되었다. 이 곡은 원래 U.S. Express (Barry Windham과 Mike Rotunda)의 테마곡으로 사용되었지만, Windham이 1985년에 월드 레슬링 페더레이션을 떠난 후 헐크 호건의 테마곡이 되었다. 이 곡은 2011년 백악관 출입기자단 만찬에서 버락 오바마 미국 대통령이 자신의 출생 증명서를 공개하면서 연주하며 사용되었다. 이 곡은 힐러리 클린턴의 선거 운동곡으로, 뉴트 깅그리치의 승리곡으로, 그리고 도널드 트럼프의 선거 운동 중 네 개의 비디오에서 사용되었다.
1986년, 데린저는 Blind Before I Stop에서 미트 로프와 다시 작업하며 "Masculine"을 공동 작곡했다. 그는 신디 로퍼의 앨범 True Colors에 수록된 두 곡, "Calm Inside the Storm"과 "The Faraway Nearby"에서 기타를 연주했다. 1986년부터 1992년까지 그는 로퍼의 투어에서 기타리스트로 활동했으며, 로퍼가 바브라 스트라이샌드보다 "라이브가 더 좋다"고 평했다. 그는 1989년에 발매된 로퍼의 세 번째 앨범인 A Night to Remember에서도 로퍼와 다시 연주했다.
1987년, 미트 로프는 데린저가 음악 감독을 맡은 전국적으로 방영되는 케이블 TV 쇼인 Way Off Broadway에 출연했다. 이 쇼는 조이 베이하가 진행했다. 쇼의 다른 게스트로는 래리 칼튼, Robbie Dupree, 에드거 윈터 등이 있었다. 데린저는 1987년 월드 레슬링 페더레이션으로 돌아와 두 번째 음악 앨범인 Piledriver: The Wrestling Album II를 프로듀싱했다. 그는 데몰리션의 테마곡을 공동 작곡하고, 진 오컬런드와 듀엣으로 "Rock and Roll, Hoochie Koo"의 새로운 버전을 녹음했다.
1980년대, 그는 코도모 밴드를 프로듀싱하고 1990년 화이트 라이트 투어 중 에드거 윈터와 함께 아시아를 순회했으며, 여러 뉴욕 시 기반 징글 하우스에서 일했다. 데린저는 위어드 알 얀코빅의 데뷔 앨범인 "위어드 알 얀코빅" (1983)을 프로듀싱했다. 1983년부터 1989년까지 그는 얀코빅의 앨범 6장을 프로듀싱했으며, 이로 인해 그의 유일한 그래미상을 받았다. 얀코빅은 데린저와 다시 작업할 의향을 밝혔다.
1997년, 데린저는 복음주의 기독교인이 되었다. 이후 그는 미국의 보수적인 대의에 지속적으로 자신을 지지했다. 그는 자신을 "Jesus freak"라고 묘사했으며, 세 번째 아내 젠다와 함께 기독교 노래 앨범을 녹음했다.

### 2000년대와 2010년대
2001년, 데린저, 팀 보거트, 카마인 어피스는 독일 음반사 스팀해머 레코드에서 앨범 Derringer, Bogert & Appice (DBA): Doin' Business as...를 발매했다. 데린저는 이전에 Appice와 함께 DNA (Derringer'n'Appice)의 앨범 Party Tested에서 작업했으며, 이 앨범은 2011년에 재발매되었다.
2001년, 데린저는 그의 아내와 아이들과 함께 판다 스튜디오 프로덕션을 통해 4장의 기독교 음악 앨범 중 처음 두 장을 발매했다: Aiming 4 Heaven (2001), Derringer X 2 (2001), 홀리데이 앨범 Winter Wonderland (2004), 그리고 We Live (2008). 2002년, 데린저는 댄 뮤이즈의 책 Gallagher, Marriott, Derringer & Trower – Their Lives and Music에 소개되었다. 2002년에 그는 그의 스무스 재즈 라디오 히트 리메이크곡 "Jazzy Koo"가 포함된 Free Ride Smooth Jazz를 발매했다.
2009년 5월, 그는 Jenda와 공동 작곡한 인기곡 "Sometimes"가 수록된 앨범 Knighted by the Blues를 자체 발매했다. 데린저는 마이크 바니의 Blues Bureau International 레코드에서 The Three Kings of the Blues (프레디 킹, B.B. 킹, 알버트 킹)를 발매했다.

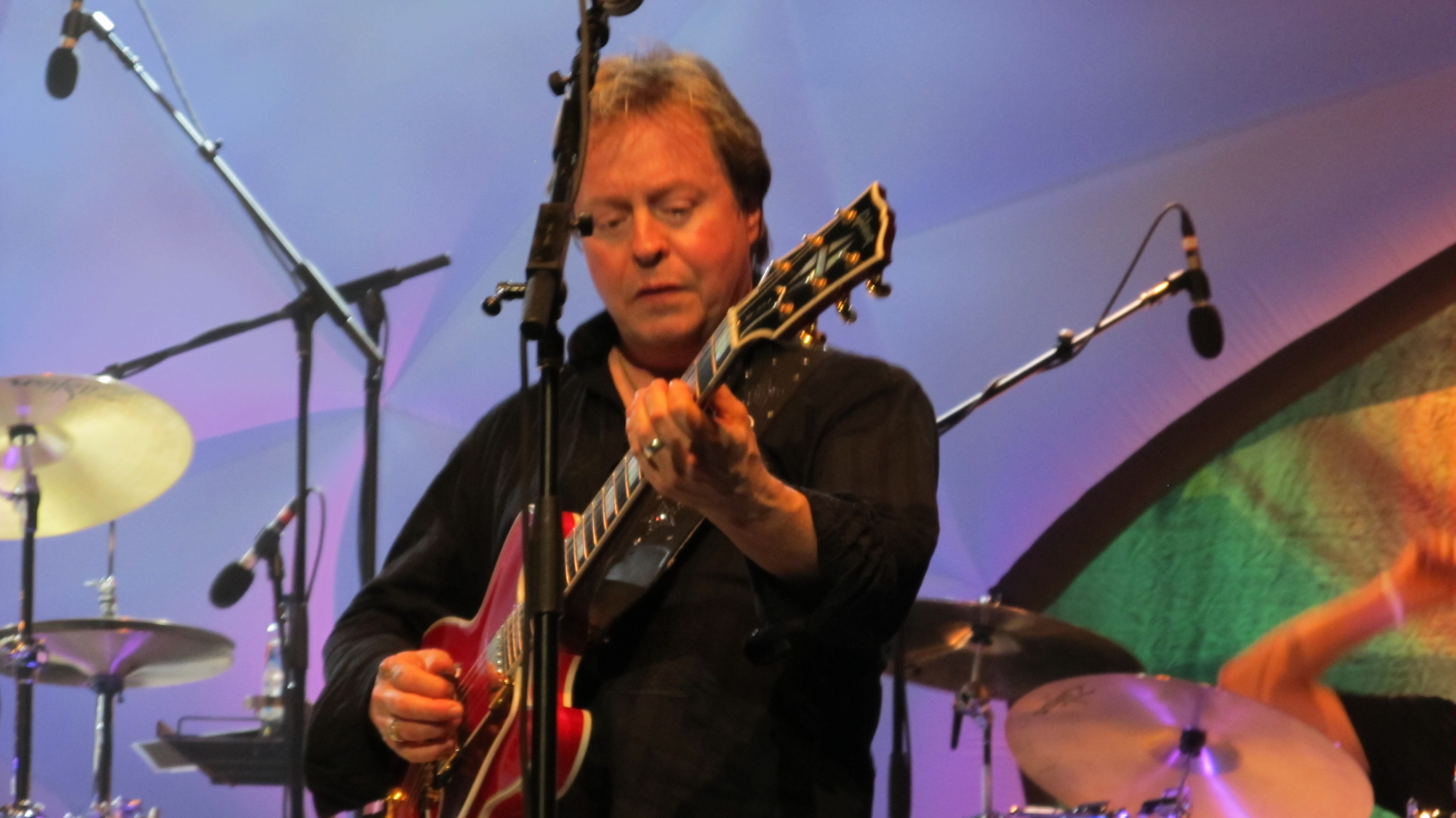
2011년 6월 26일 파리에서 링고 스타의 올스타 밴드와 함께 연주하는 데린저

데린저는 링고 스타 & 히즈 올스타 밴드와 함께 세 번의 월드 투어를 했다. 그 중 하나는 2010년 6월에 리허설을 시작하여 유럽, 러시아, 남미, 멕시코, 미국을 여행했다. 이 투어에는 Wally Palmar, 에드거 윈터, Gary Wright, 리처드 페이지, Gregg Bissonette가 참여했다. 데린저는 스타의 70번째 생일을 축하하기 위해 뉴욕 라디오 시티에서 열린 공연에서 폴 매카트니와 함께 연주했다.
2013년, 데린저와 젠다는 그녀가 역사상 가장 많이 팔린 두 곡이 중국어라는 것을 발견한 후 아시아 프로젝트를 만들었다. Ricky Wu와 Jenda Tu라는 이름으로 데린저는 Wang Qiwen과 양천강의 2004년 곡 "Mouse Loves Rice"와 여배우 류시시의 "Season of Waiting" 버전을 녹음하고 발매했다.
2014년, 데린저는 피터 프램프턴의 Guitar Circus 투어에서 B.B. 킹, 로저 맥귄 (전 버즈), 돈 펠더 (전 이글스), 레슬리 웨스트 (전 마운틴), 칩 트릭의 릭 닐슨, 토토의 스티브 루카서, Los Lobos의 David Hidalgo, 펄 잼의 마이크 매크리디를 포함한 다른 유명 기타리스트들과 함께 공연했다.
2017년, 데린저는 멕시코 캉쿤에서 애틀랜타로 가는 델타 항공 비행기에서 장전된 총을 소지한 혐의로 기소되었다. 그의 매니저에 따르면, 데린저는 유효한 플로리다 concealed weapon 허가를 소지하고 있었기 때문에 총을 휴대할 수 있다고 믿었다. 데린저는 나중에 유죄를 인정하고 1,000달러의 벌금을 지불하기로 동의했다.
2017년, 데린저는 가사를 업데이트하여 헐크 호건의 테마곡 "Real American"을 다시 녹음했다. 재녹음된 버전은 2017년 5월 28일에 발매되었다. 재녹음을 데뷔하고 홍보하기 위해 데린저는 Infowars에 출연했다. 가사 변경에는 "I gotta be a man, I can't let it slide"가 "I gotta lend a hand, I can't let it slide"로, "fight for the right of every man"이 "fight for the rights of everyone"으로 변경되었다. "Best not mess with my US"와 "Ours is a cause that's right and just, we're built on truth, in God we trust"라는 줄도 두 번째 절에 추가되었다. 2017년, 데린저는 야구 선수 톰 시버와 개리 레더스와 협력하여 자신의 평생 야구 사랑을 기리는 "Take Me Out to the Ball Game" 버전을 발매했다. 2018년 그는 "HippieFest"라는 이름으로 바닐라 퍼지, Mitch Ryder, 배드핑거와 함께 투어를 했다. 데린저는 2019년 10월에 발매된 Love Love Kids의 괴롭힘 방지 캠페인 버전 "Hang on Sloopy"의 기타 솔로를 연주했다.

## 사생활

### 결혼
데린저는 1969년 앤디 워홀 밑에서 일할 때 만난 작가 리즈 아그리스와 결혼했다. 이 결혼은 이혼으로 끝났다. 그는 두 번째로 다이앤 버클루와 결혼하여 딸 한 명을 두었다. 이 결혼 또한 이혼으로 끝났다. 그의 세 번째 아내는 젠다였다.

### 정치
2017년, 데린저는 앨릭스 존스의 Infowars에 여러 번 출연했다. 그 중 한 출연에서 정치 컨설턴트 로저 스톤은 그에게 도널드 트럼프에 대한 지지에 대해 인터뷰했다.

## 사망
데린저는 2025년 5월 26일 오몬드 비치에서 77세의 나이로 사망했다. TMZ에 따르면 데린저의 아내 젠다 데린저는 그가 "의료 사고 후 월요일 밤 생명 유지 장치를 제거한 후 평화롭게 사망했다"고 말했다. 그의 간병인이자 절친한 친구인 토니 윌슨은 데린저가 두 달 전 삼중 우회술을 받았지만 잘 지내고 있었다고 말했다.

## 디스코그래피

### 릭 데린저
스튜디오 앨범
- All American Boy (1973) – 미국 25위, 호주 38위[65]
- Spring Fever (1975) – 미국 141위
- Guitars and Women (1979, 1998년 재발매)
- Face to Face (1980)
- Good Dirty Fun (1983)
- Back to the Blues (1993)
- Electra Blues (1994)
- Tend the Fire (1997)
- Blues Deluxe (1998)
- Jackhammer Blues (2000)
- Free Ride (2002)
- Rockin' American (2007)
- Knighted by the Blues (2009)
- The Three Kings of the Blues (2010)
- High City (2014)

라이브 앨범
- King Biscuit Flower Hour, Rick Derringer & Friends (1998)
- Live in Japan (1998)

컴필레이션 앨범
- Rock and Roll Hoochie Koo: The Best of Rick Derringer (1996)
- Collection: The Blues Bureau Years (2006)
- Joy Ride: Solo Albums 1973–1980 (2017)
- Complete Blue Sky Albums: 1976–1978 (2017)

### 에드거 윈터스 화이트 트래쉬
- Edgar Winter's White Trash (1971) – 조니 윈터와 함께
- Roadwork (1972)

### 에드거 윈터
- Jasmine Nightdreams (1975) – 조니 윈터와 함께

### 조니 앤 에드거 윈터
- Together: Edgar Winter and Johnny Winter Live (1976)

### 딕 글라스 피처링 릭 데린저 앤 더 매코이스
- The Glass Derringer (1976)

### 에드거 윈터,이언 헌터,닥터 존,로나 러프트,홀 앤 오츠와 함께
- Live at Cheney Hall (2006)
- Rock Spectacular: Live at the Ritz 1982 (2010)

### 더 매코이스
– 1965년 리처드 제링거(기타, 보컬), 데니스 켈리(베이스, 나중에 Randy Jo Hobbs로 교체됨), 랜디 제링거(드럼)가 결성.
- Hang On Sloopy (1965)
- You Make Me Feel So Good (1966)
- Infinite McCoys (1968)
- Human Ball (1969)

### 조니 윈터 앤드
- Johnny Winter And (1970)
- Live Johnny Winter And (1971)

### 에드거 윈터 그룹
- They Only Come Out at Night (1972) – Epic
- Shock Treatment (1974) – Epic
- The Edgar Winter Group with Rick Derringer (1975) – Epic
- Together: Edgar Winter and Johnny Winter Live (1976) – Blue Sky

– 이 앨범은 조니 윈터의 이름으로 발매되었지만, 에드거 윈터 그룹이 여전히 존재할 때 녹음되었고, 조니의 밴드와 에드거의 밴드가 투어에서 함께 연주했다.
- The Edgar Winter Group with Rick Derringer – Live in Japan (1990) – Cypress

### 데린저
스튜디오 앨범
- 1976: Derringer
- 1977: Sweet Evil
- 1978: If I Weren't So Romantic I'd Shoot You – Dan Hartman이 6곡에서 피아노, 오르간, 리듬 기타를 연주했다.

라이브 앨범
- 1976: Live in Cleveland
- 1977: Derringer Live

컴필레이션
- 1996: Required Rocking

### DNA
(카마인 어피스와의 듀오 프로젝트)
- 1983: Party Tested

### 데린저, 보거트 & 어피스
(팀 보거트와 카마인 어피스와의 트리오)
- 2001: Doin' Business As...

### 더 데린저스
- 데린저 그룹과 혼동하지 말 것. 이 밴드 더 데린저스는 릭 데린저 본인, 그의 아내 브렌다 진, 그리고 그들의 두 자녀를 종교 음악으로 함께 모은 가족 프로젝트였다. 이 이름으로 네 장의 앨범이 제작되었다:*
- 2001: Aiming 4 Heaven
- 2001: Derringer X 2
- 2004: Winter Wonderland
- 2008: We Live

### 협업
- Alarm Clock by 리치 헤이븐스 (1970) – 기타
- Countdown to Ecstasy by 스틸리 댄 (1973) – Show Biz Kids의 슬라이드 기타
- Thomas Jefferson Kaye by Thomas Jefferson Kaye (1973) – 어쿠스틱 및 일렉트릭 기타
- Still Alive and Well by 조니 윈터 (1973) – Cheap Tequila 및 Still Alive and Well의 기타; Silver Train의 슬라이드 기타; Ain't Nothing to Me의 페달 스틸
- First Grade by Thomas Jefferson Kaye (1974) – 어쿠스틱, 일렉트릭, 슬라이드 기타
- Katy Lied by 스틸리 댄 (1975) – Chain Lightning의 솔로
- Images by Dan Hartman (1976) – Thank You for the Good Times의 리듬 기타 및 솔로
- Songs for the New Depression by 벳 미들러 (1976) – Let Me Just Follow Behind의 페달 스틸
- Gaucho by 스틸리 댄 (1980) – My Rival의 기타
- Schwartz by Eddie Schwartz (1980) – 기타
- Connections by Richie Havens (1980) – 기타
- The Nightfly by 도널드 페이건 (1982) – 기타
- Eye to Eye by Eye to Eye (1982) – 기타
- Lick It Up by 키스 (1983) – Exciter의 기타 솔로
- Faster Than the Speed of Night by 보니 타일러 (1983) – 기타
- Emotion by 바브라 스트라이샌드 (1984) – 기타
- Public Life by Eddie Schwartz (1984) – 솔로 기타
- Come See About Me by 닐 세다카 (1984) – Cathy's Clown의 기타
- True Colors by 신디 로퍼 (1986) – Calm Inside the Storm 및 The Faraway Nearby의 기타
- Zazu by Rosie Vela (1986) – 기타
- Blind to Reason by Grayson Hugh (1988) – Romantic Heart, Tears of Love, Empty as the Wind의 일렉트릭 기타
- A Night to Remember by 신디 로퍼 (1989) – 기타
- A New Day Yesterday by Joe Bonamassa (2000) – Nuthin' I Wouldn't Do (For a Woman Like You)의 보컬 및 기타 솔로
- Winter Blues by 에드거 윈터 (2009) – New Millennium 및 On the Tip of My Tongue의 리듬 기타; White Man's Blues의 기타
- 10x10 by Ronnie Montrose (2017) – "Love Is An Art"의 기타 (에드거 윈터와 함께)
- Myles Goodwyn and Friends of the Blues by Myles Goodwyn (2018) - "Last Time I'll Ever Sing The Blues"의 기타 솔로
- 1000 Hands: Chapter One by 존 앤더슨 (음악가) (2019) – 기타